# Contea di Orange (California)
La contea di Orange (in inglese Orange County) è una contea dello Stato della California, negli Stati Uniti. Il capoluogo è Santa Ana (324 528 abitanti), mentre la città più popolosa è Anaheim (336 000 abitanti).
La popolazione al censimento del 2000 era di 2 846 289 abitanti. Secondo stime effettuate nel 2005 gli abitanti sarebbero saliti a 3 056 865, facendone la seconda contea in California e la quinta negli Stati Uniti per popolazione. Nella contea si trovano 34 città con amministrazioni comunali. Sette di queste sono nella lista delle 200 città più popolate del paese.
La Orange County è nota per il benessere e per l'indirizzo politico generalmente conservatore degli abitanti, sebbene l'immagine di territorio uniformemente ricco e repubblicano non sia del tutto vera nella realtà dei fatti.
La contea e, per la precisione, la città di Yorba Linda, ha dato i natali al trentasettesimo presidente degli Stati Uniti, Richard Nixon, il 9 gennaio 1913.

## Geografia fisica
La contea si trova nel sud-ovest della California e si affaccia sull'Oceano Pacifico. Lo United States Census Bureau certifica che l'estensione della contea è di 2455 km², di cui 2045 km² composti da terra, e i rimanenti 410 km² composti di acqua. Si tratta della contea meno estesa della California meridionale.
La parte nord-ovest della contea rientra nella piana costiera del bacino di Los Angeles, mentre la parte sud-est si trova ai piedi dei monti di Santa Ana. Gran parte della popolazione risiede in una delle due valli costiere che si estendono nel bacino, la valle di Santa Ana e la Saddleback Valley. Il punto di massima elevazione è il Santiago Peak (1733 m), che si trova a circa 32 km ad est di Santa Ana. Il Santiago Peak ed il vicino Modjeska Peak formano una cresta conosciuta come Saddleback, visibile praticamente da ogni punto della contea.
Il fiume Santa Ana è il principale corso d'acqua della contea. Il suo principale affluente a scorrere nella contea è il Santiago Creek. Altri corsi d'acqua sono l'Aliso Creek, il San Juan Creek e l'Horsethief Creek. Il fiume San Gabriel scorre per un breve tratto nella contea e sfocia nel Pacifico sul confine con la contea di Los Angeles, tra Long Beach e Seal Beach. Gli unici laghi naturali della contea, i Laguna Lakes, si trovano a Laguna Beach. Sono formati dall'acqua che scaturisce da una frattura del sottosuolo.

### Contee confinanti
- Contea di Los Angeles - nord
- Contea di San Bernardino - nord-est
- Contea di Riverside - est
- Contea di San Diego - sud-est

## Storia
L'area era abitata un tempo da popolazioni native come i Tongva, gli Juaneño e i Luiseño. Dopo la spedizione compiuta da Gaspar de Portolá nel 1769, un altro esploratore spagnolo, Junípero Serra, diede alla zona il nome di Vallejo de Santa Ana. Il 1º novembre 1776 venne eretto il primo insediamento europeo, la Missione di San Juan Capistrano. Dopo la guerra con il Messico e il Trattato di Guadalupe Hidalgo (1848), l'area in questione venne ceduta agli Stati Uniti e, nel 1850, entrò a far parte del nuovo Stato della California.
Nel 1887, sulle montagne di Santa Ana si trovò l'argento e a ciò seguì un notevole aumento della popolazione. La crescita demografica spinse il parlamento statale della California a separare la zona dalla contea di Los Angeles e a creare la contea di Orange. La nuova entità politico-amministrativa nacque l'11 marzo 1889. Alla contea venne dato questo nome per farla suonare come un paradiso semi-tropicale e incoraggiare così l'immigrazione.
La città di Orange, che venne inclusa nella nuova contea, non aveva derivato il nome dal frutto, ma dalla contea di Orange, in Virginia. Oltre agli agrumi e all'argento, altre importanti produzioni agricole dei primi tempi furono quelle di avocado. Nella neonata contea non mancarono anche attività connesse all'estrazione di petrolio.

## Cultura

### Istruzione
La contea ospita diversi college e università, tra cui l'Università della California - Irvine e il Fashion Institute of Design & Merchandising.

### Media
La contea ha acquisito nuova popolarità per i telefilm degli anni 2000 The O.C. e Arrested Development, entrambi ambientati a Newport Beach.
La contea è anche conosciuta in Italia grazie a Tedua per il suo album Orange County California.

## Comuni

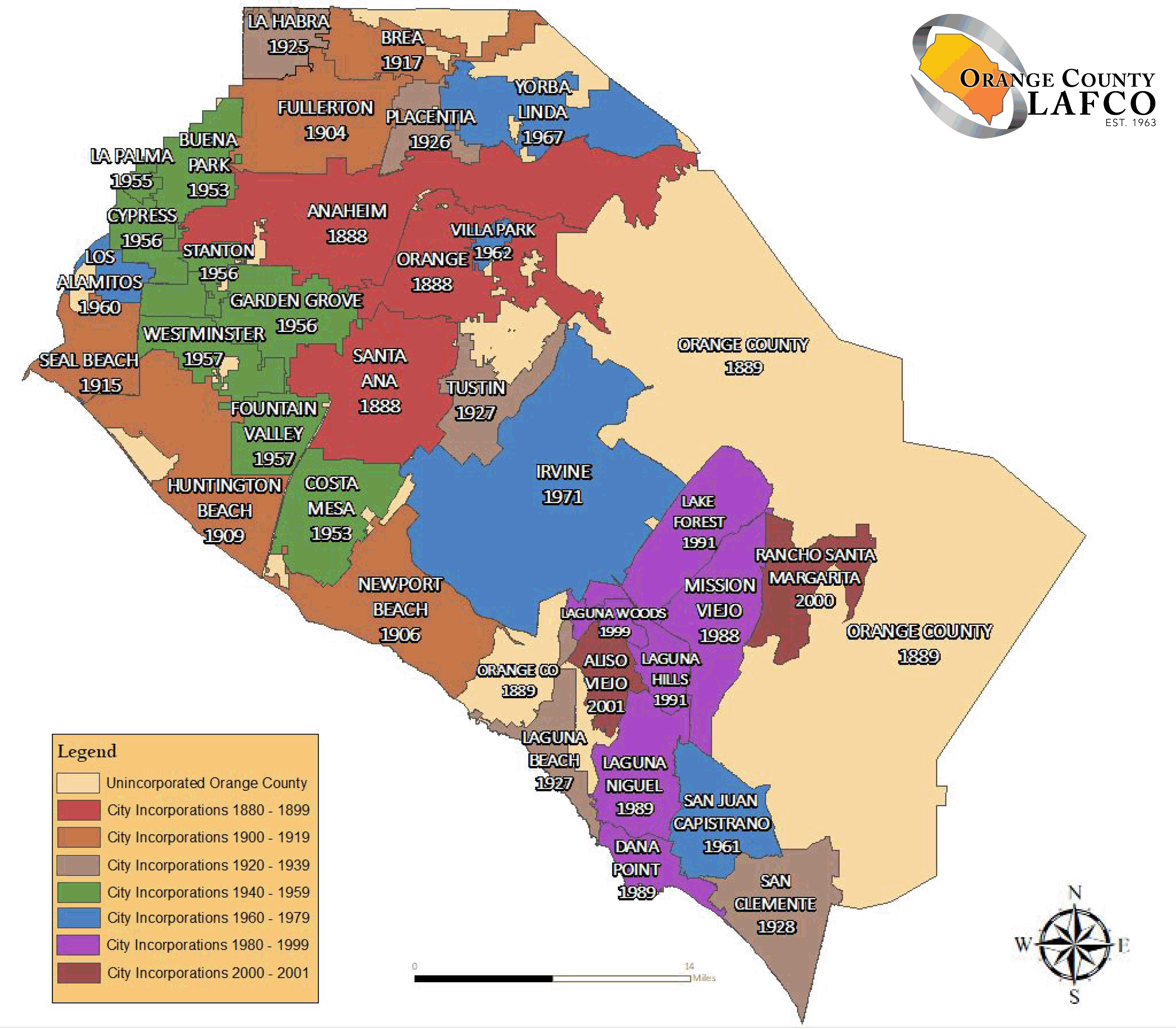
La mappa evidenzia il territorio della contea amministrato delle varie municipalità e quello pertinente a comunità non incorporate

La contea di Orange ha 34 city incorporate (incorporated), ossia governate da una municipalità. La prima incorporazione avvenne ad Anaheim nel 1870, la più recente ad Aliso Viejo nel 2001.
- Aliso Viejo, incorporata nel 2001
- Anaheim, incorporata nel 1870
- Brea, incorporata nel 1917
- Buena Park, incorporata nel 1953
- Costa Mesa, incorporata nel 1953
- Cypress, incorporata nel 1956
- Dana Point, incorporata nel 1989
- Fountain Valley, incorporata nel 1953
- Fullerton, incorporata nel 1904
- Garden Grove, incorporata nel 1956
- Huntington Beach, incorporata nel 1909
- Irvine, incorporata nel 1971
- La Habra, incorporata nel 1925
- La Palma, incorporata nel 1955
- Laguna Beach, incorporata nel 1927
- Laguna Hills, incorporata nel 1991
- Laguna Niguel, incorporata nel 1989
- Laguna Woods, incorporata nel 1999
- Lake Forest, incorporata nel 1991
- Los Alamitos, incorporata nel 1960
- Mission Viejo, incorporata nel 1988
- Newport Beach, incorporata nel 1906
- Orange, incorporata nel 1888
- Placentia, incorporata nel 1926
- Rancho Santa Margarita, incorporata nel 2000
- San Clemente, incorporata nel 1928
- San Juan Capistrano, incorporata nel 1961
- Santa Ana, incorporata nel 1886
- Seal Beach, incorporata nel 1915
- Stanton, incorporata nel 1956
- Tustin, incorporata nel 1927
- Villa Park, incorporata nel 1962
- Westminster, incorporata nel 1957
- Yorba Linda, incorporata nel 1967

### Census-designated places
- Coto de Caza
- Ladera Ranch
- Las Flores
- Midway City
- Modjeska
- North Tustin
- Rancho Mission Viejo
- Rossmoor
- Silverado Canyon
- Trabuco Canyon
- Williams Canyon

## Economia
La contea si trova al centro della cosiddetta Tech Coast, di cui la città di Irvine è diventata un centro nevralgico.
Altre attività economiche derivano dal turismo balneare, a Huntington Beach o Balboa Island per esempio, e da quello movimentato da attrazioni come Disneyland o il Disney California Adventure, con sede ad Anaheim, la Richard Nixon Presidential Library and Museum a Yorba Linda, l'Angel Stadium of Anaheim e l'Honda Center.

## Infrastrutture e trasporti

### Principali strade ed autostrade
- Interstate 5
- Interstate 405
- Interstate 605
- California State Route 1
- California State Route 22
- California State Route 39
- California State Route 55
- California State Route 57
- California State Route 73
- California State Route 74
- California State Route 90
- California State Route 91
- California State Route 133
- California State Route 142
- California State Route 241
- California State Route 261